# وولفرام زيبك
وولفرام زيبك (بالألمانية: Wolfram Siebeck) (و. 1928 – 2016 م) هو مقدم تلفزيوني، وصحفي، ومؤلف، وكاتب ألماني، ولد في دويسبورغ، توفي في مالبرغ، عن عمر يناهز 88 عاماً.

## جوائز
حصل على جوائز منها:
- جائزة المنافسة العامة  [لغات أخرى]‏ (1946)
- قائد الفنون والآداب

## روابط خارجية
- وولفرام زيبك على موقع الموسوعة البريطانية (الإنجليزية)
- وولفرام زيبك على موقع مونزينجر (الألمانية)
- وولفرام زيبك على موقع ميوزك برينز (الإنجليزية)